# Anuar Hurtado
Anuar Hurtado (Florida, Valle del Cauca, Colombia, 28 de agosto de 1989) es un futbolista colombiano. Juega de mediocampista y actualmente es agente libre.

## Trayectoria
Su primer gol lo marcó en el Estadio de La Independencia con el Boyacá Chicó el día 26 de julio de 2009 contra el Envigado Fútbol Club en el minuto 74 de juego.

## Clubes
| Club                     | País     | Año         |
| ------------------------ | -------- | ----------- |
| La Equidad               | Colombia | 2008        |
| Boyacá Chicó             | Colombia | 2009 - 2010 |
| Cortuluá                 | Colombia | 2010 - 2012 |
| Atlético Huila           | Colombia | 2012 - 2013 |
| Universitario de Popayán | Colombia | 2015 - 2016 |
| Tigres                   | Colombia | 2017        |
| Bogotá F. C.             | Colombia | 2018 - 2019 |
| Deportes Quindío         | Colombia | 2019 - 2021 |

## Palmarés

### Campeonatos nacionales
| Título        | Club       | País     | Año  |
| ------------- | ---------- | -------- | ---- |
| Copa Colombia | La Equidad | Colombia | 2008 |